# Noraskog
Noraskog, även kallat Noraskoga, är ett historiskt område i västligaste Västmanland. Det bestod av Nora och Hjulsjö bergslag samt Grythytte och Hällefors bergslag, vilket i våra dagar motsvaras av Hällefors och Nora kommuner. 
Ursprungligen bestod området av en enda socken, Nora eller Noraskoga, som hörde till landskapet Närke och Strängnäs stift. På 1500-talet överflyttades Noraskog till Västerås stift och kom därmed efterhand att räknas till Västmanland. Från 1639 tillhör området Örebro län.
Först på 1600-talet började området delas upp på flera socknar, i och med att tidigare öde områden befolkades som en följd av bergsbruket. 
Författaren Maria Lang (pseudonym för Dagmar Lange) placerade ofta sina deckare i den fiktiva orten Skoga, en omskrivning för Nora.